# Kleiner Laufenbach
Der Kleine Laufenbach ist ein orographisch linker Zufluss der Rur auf der Gemarkung der Stadt Monschau in der Städteregion Aachen in Nordrhein-Westfalen. Er entspringt nördlich der Kreuzung der beiden Landstraßen 106 und 204 im Monschauer Ortsteil Mützenich. Er verläuft anschließend in nordöstlicher Richtung, unterquert die Vennbahn und fließt in südlicher Richtung durch das Naturschutzgebiet Kleines Laufenbachtal. Im weiteren Verlauf unterquert er den Burgring und mündet schließlich in die Rur. An dieser Stelle liegt das Industriegebiet Am Röttgen, in dem schon Anfang des 17. Jahrhunderts eine Mühle am Bach betrieben wurde.